# Xã Newbury, Quận Stutsman, Bắc Dakota
Xã Newbury (tiếng Anh: Newbury Township) là một xã thuộc quận Stutsman, tiểu bang Bắc Dakota, Hoa Kỳ. Năm 2010, dân số của xã này là 51 người.